# عبدالله رمضان (بوکسور)
عبدالله رمضان (زاده ۱۱ نوامبر ۱۹۶۶) بوکسور سودانی است. او در مسابقات میان وزن بوکس مردان در المپیک تابستانی ۱۹۸۸ شرکت کرد.